# 薩夫斯基韋納茨

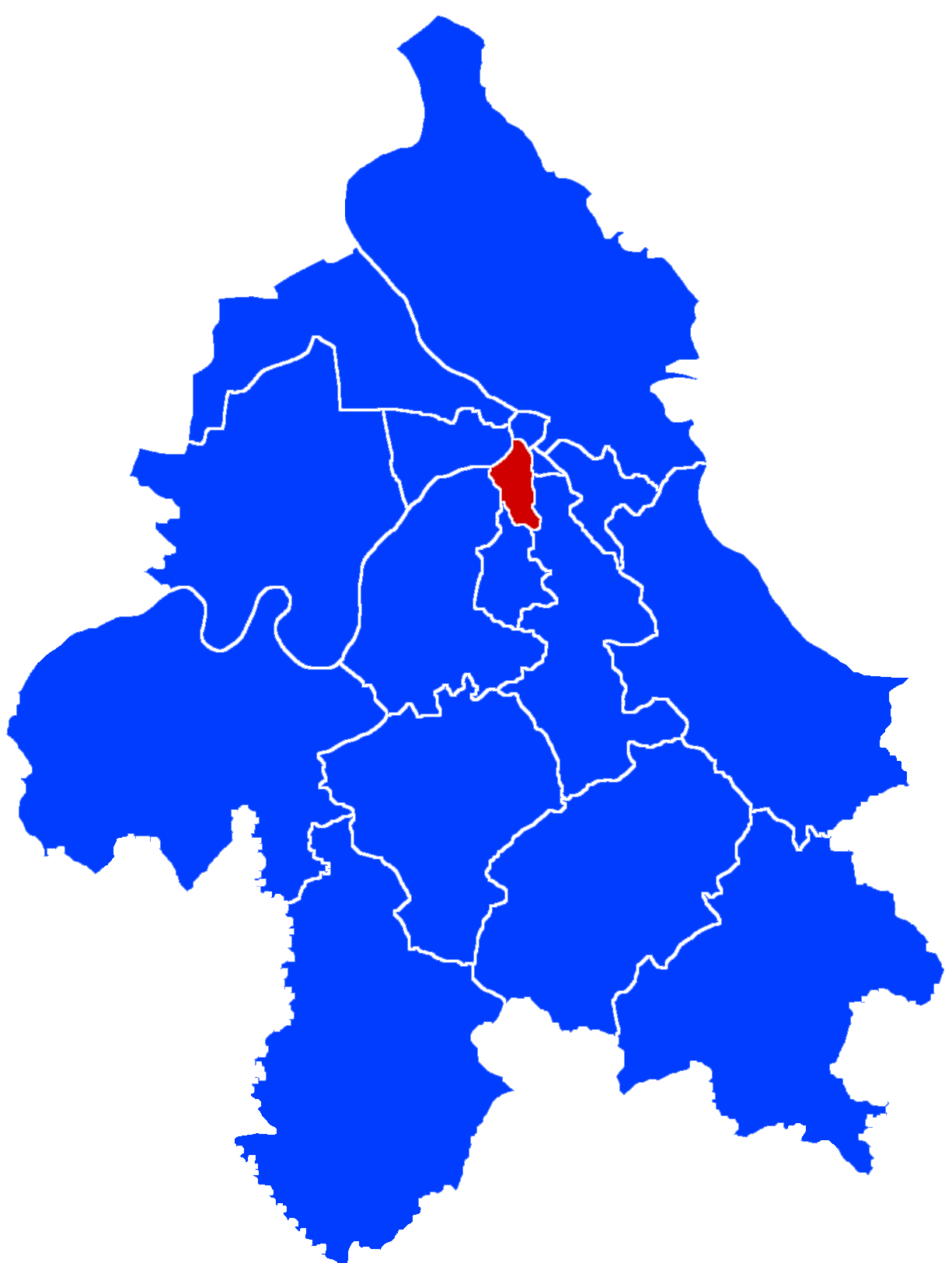

薩夫斯基韋納茨是塞爾維亞首都貝爾格勒的十七個自治市之一，也是貝爾格勒市中心地區的三個自治市之一。薩夫斯基韋納茨位於薩瓦河的左岸。據2011年人口統計資料，薩夫斯基韋納茨有人口38,660人。

## 外部連結
- Municipality of Savski Venac （页面存档备份，存于）

44°41′N 20°24′E / 44.683°N 20.400°E